# Oedo-dong
Oedo-dong (koreanska: 외도동) är en stadsdel i staden Jeju på norra delen av ön Jeju och provinsen Jeju i den södra delen av Sydkorea, 500 km söder om huvudstaden Seoul. 